# Dicranophragma (Dicranophragma) palassopterum
Dicranophragma (Dicranophragma) palassopterum is een tweevleugelige uit de familie steltmuggen (Limoniidae). De soort komt voor in het Oriëntaals gebied.